# Президентские выборы в Чили (1999—2000)
Президентские выборы в Чили проходили 12 декабря 1999 года (1-й тур) и 16 января 2000 года (2-й тур). Президентом был избран кандидат от Коалиции партий за демократию Рикардо Лагос, который во 2-м туре получил 51 % голосов избирателей.

## Контекст выборов
В выборах участвовало шесть кандидатов, рекордное количество для чилийских выборов. Рикардо Лагос из Партии за демократию представлял Коалицию партий за демократию — центристский альянс, который включал Христианско-демократическую и Социалистическую партии, Партию за демократию и Социал-демократическую радикальную партию. Хоакин Лавин был кандидат от Альянса за Чили, куда входил правый Независимый демократический союз, к которому принадлежал Лавин, и партия Национальное обновление. Кроме этого, от Коммунистической партии была выдвинута Гладис Марин, Томас Хирш — от Гуманистической партии, Сара Мария Ларраин — от экологов и Артуро Фрей, бывший член Христианско-демократической партии, поддерживался Прогрессивным союзом центристского центра. Поскольку никто не набрал более 50 % в первом туре, понадобился второй тур.

## Результаты

### Первый тур
| Кандидат                            | Партия/Коалиция                                      | Голоса    | %       |         |
| Рикардо Лагос                       | Партия за демократию (Коалиция партий за демократию) | 3 383 334 | 47,96   |         |
| Хоакин Лавин Инфанте                | Независимый демократический союз (Альянс за Чили)    | 3 352 192 | 47,51   |         |
| ----------------------------------- | ---------------------------------------------------- | --------- | ------- | ------- |
| Гладис дель Кармен Марин Милли      | Коммунистическая партия                              | 225 224   | 3,19    |         |
| Томас Хирш                          | Гуманистическая партия                               | 36 235    | 0,51    |         |
| Сара Ларраин                        | беспартийная                                         | 31 319    | 0,44    |         |
| Артуро Фрей Боливар                 | Прогрессивный союз центристского центра              | 26 812    | 0,38    |         |
| Действительные бюллетени            |                                                      | 7 055 116 | 100     |         |
| Недействительные бюллетени          |                                                      | 159 465   | 2,19    |         |
| Пустые бюллетени                    |                                                      | 56 991    | 0,78    |         |
| Всего                               |                                                      | 7 271 572 | 100     |         |
| Зарегистрированных избирателей/Явка |                                                      | 8 084 476 | 89,94 % | 89,94 % |

Источник: Tricel via Interior Ministry.  (исп.)

### Второй тур
| Кандидат                            | Партия/Коалиция                                      | Голоса    | %       |         |
| ----------------------------------- | ---------------------------------------------------- | --------- | ------- | ------- |
| Рикардо Лагос                       | Партия за демократию (Коалиция партий за демократию) | 3 683 158 | 51,31   |         |
| Хоакин Лавин Инфанте                | Независимый демократический союз (Альянс за Чили)    | 3 495 569 | 48,69   |         |
| Действительные бюллетени            |                                                      | 7 178 727 | 100     |         |
| Недействительные бюллетени          |                                                      | 103 351   | 1,41    |         |
| Пустые бюллетени                    |                                                      | 44 675    | 0,61    |         |
| Всего                               |                                                      | 7 326 753 | 100     |         |
| Зарегистрированных избирателей/Явка |                                                      | 8 084 476 | 90,62 % | 90,62 % |

Источник: Tricel via Interior Ministry.  (исп.)